# Knivsta
Knivsta est une localité de Suède dans la commune de Knivsta, dont elle est le chef-lieu, située dans le comté d'Uppsala.
Sa population était de 8 280 habitants en 2019.